# 一粥麵

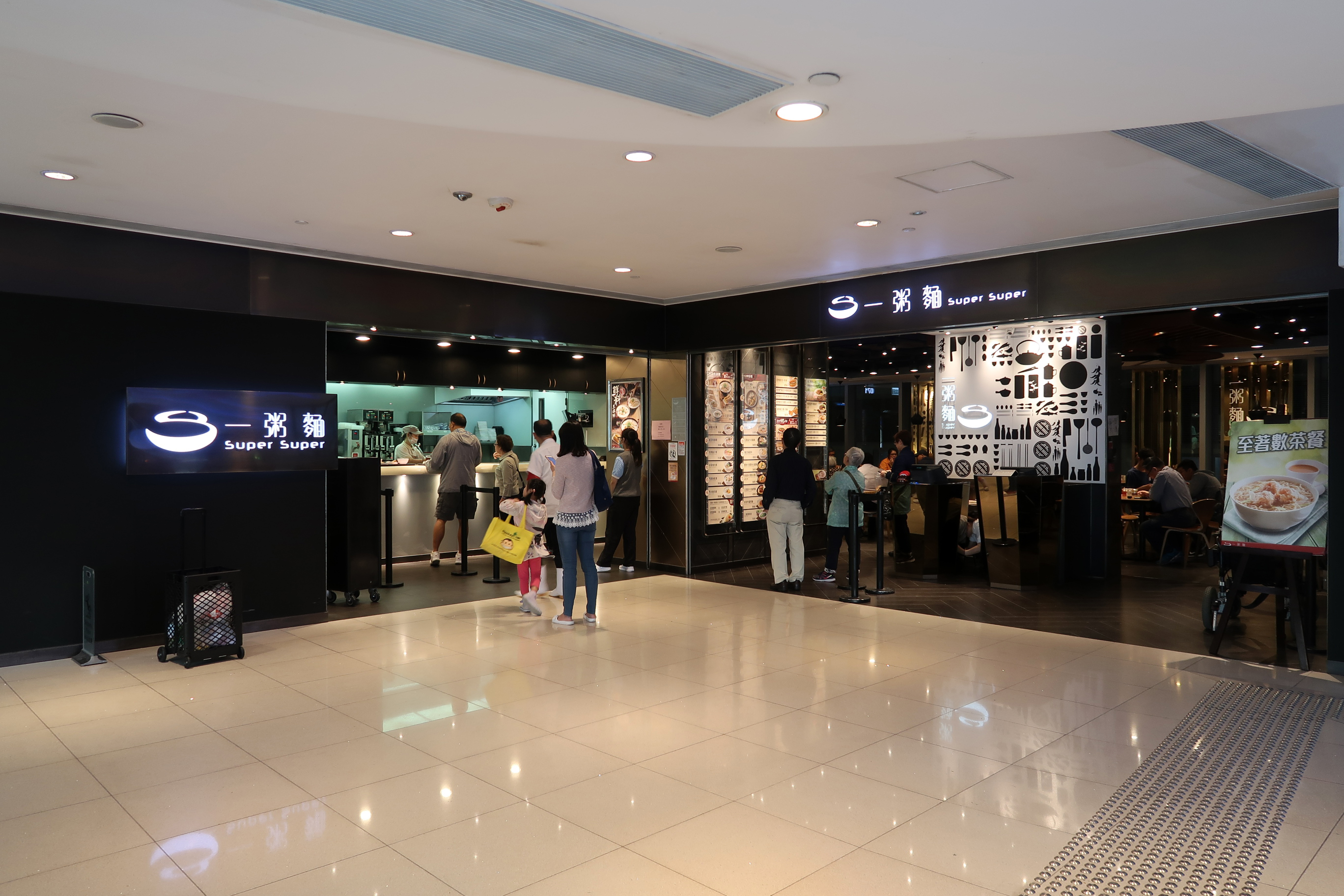
一粥麵位於油塘大本型分店（本分店已經以全新形象方式重新開張並投入服務）

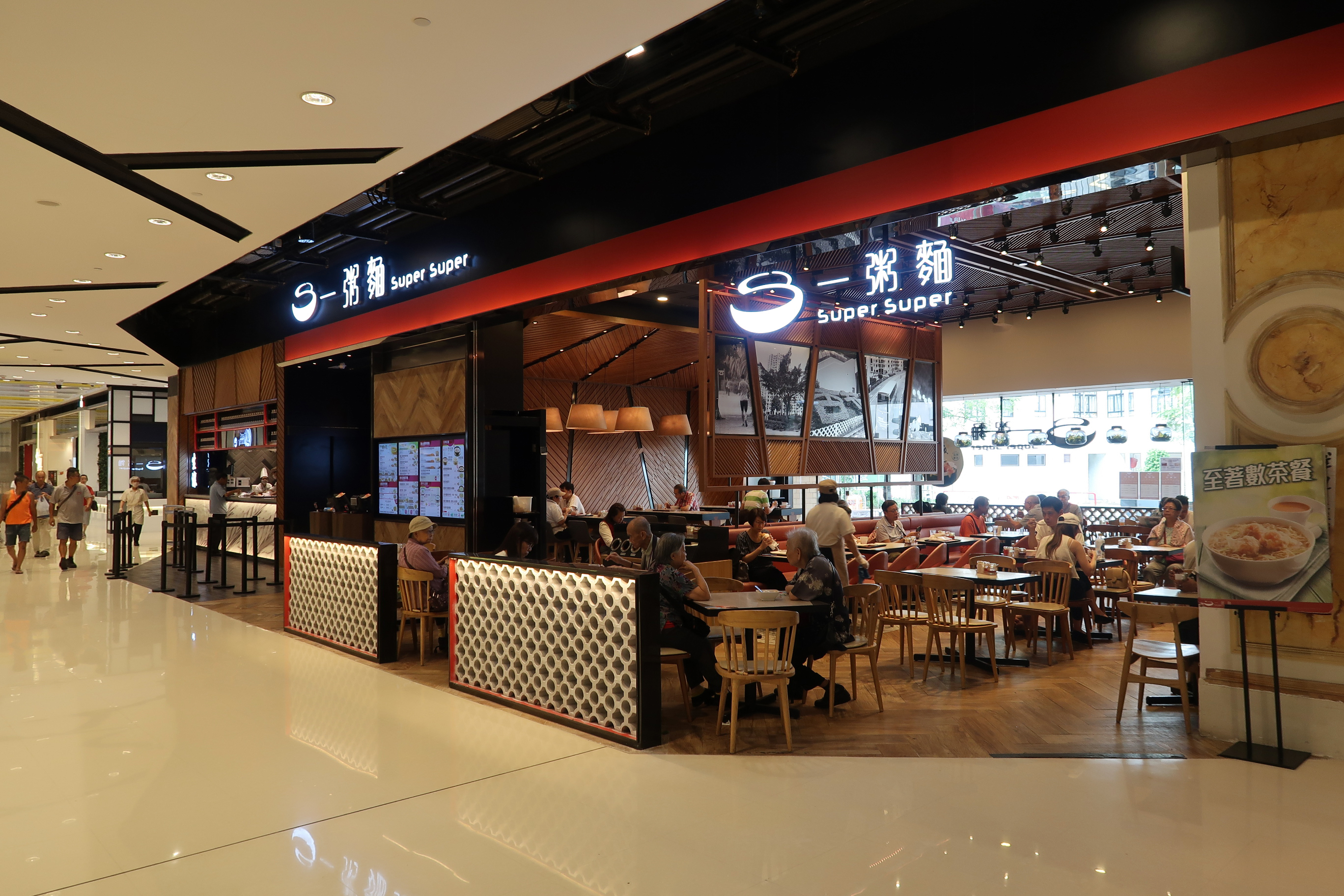
一粥麵位於杏花新城分店

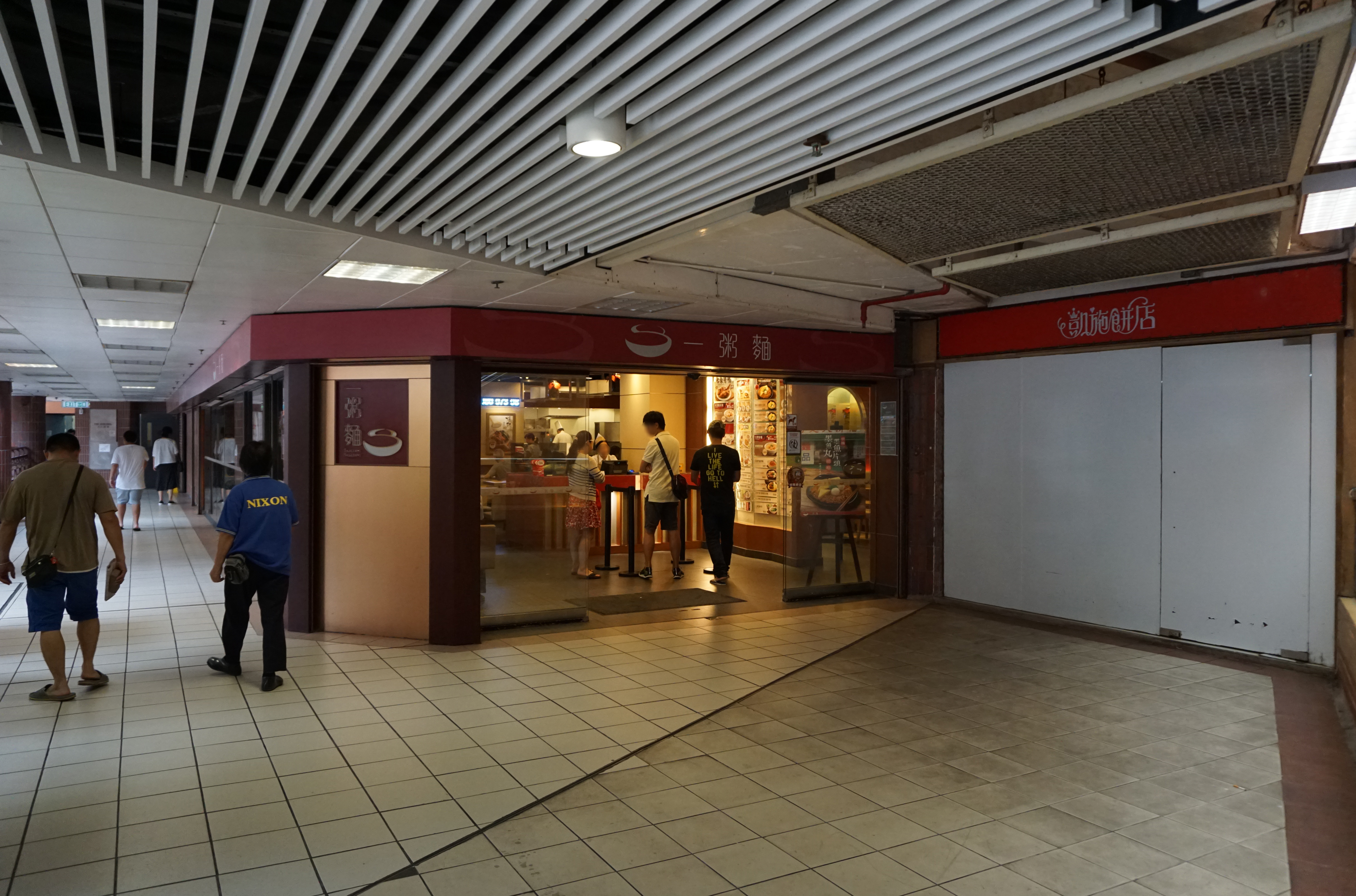
一粥麵位於利東商場分店（本分店已經以全新形象方式重新開張並投入服務）

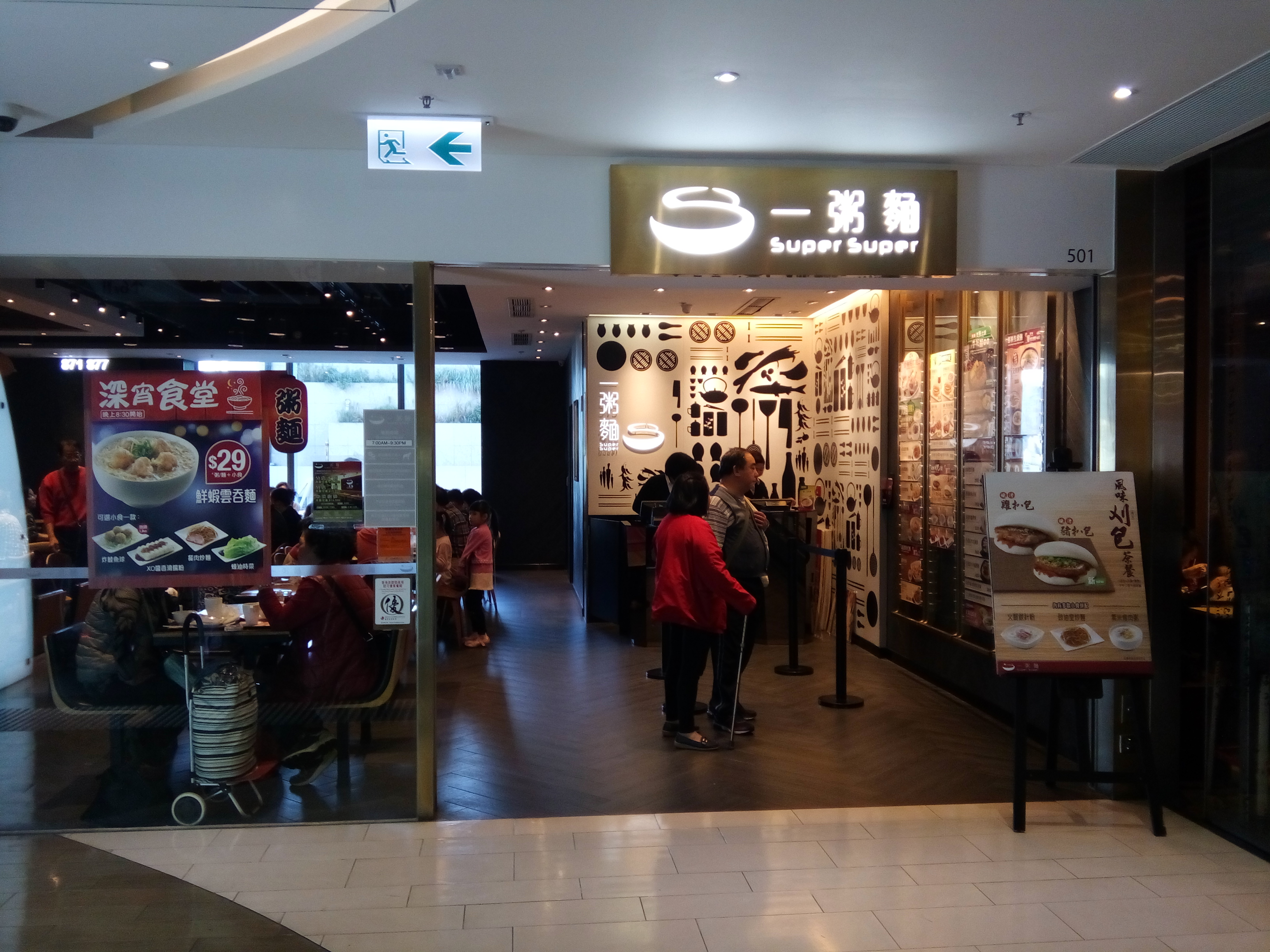
一粥麵位於上水匯分店（已結業）

一粥麵（英語：Super Super Congee & Noodles）是香港大家樂集團旗下的一間連鎖式快餐店，是採用快餐模式經營的中式餐飲專門店，主力供應多款粥品、粉麵及少量飯餐。

## 簡介
一粥麵於1999年成立於香港，為大家樂集團首個自創品牌。第一間分店開設於黃大仙中心，供應各種粥、粉麵食品，亦供應其他中式菜餚，至今分店有51間。

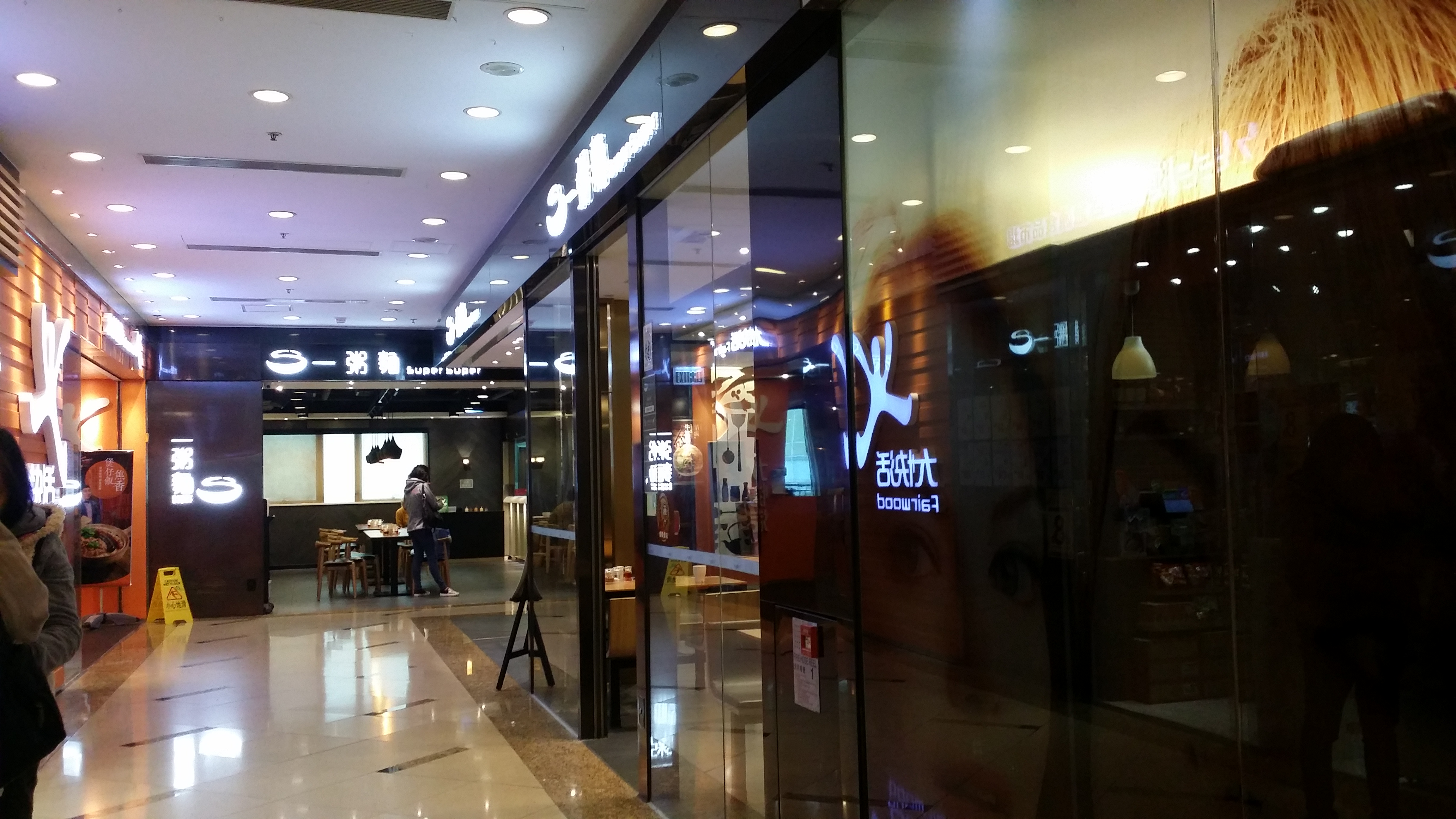
位於深井碧堤坊的一粥麵分店開設於另一快餐集團大快活旁，此分店設計佔兩邊鋪位
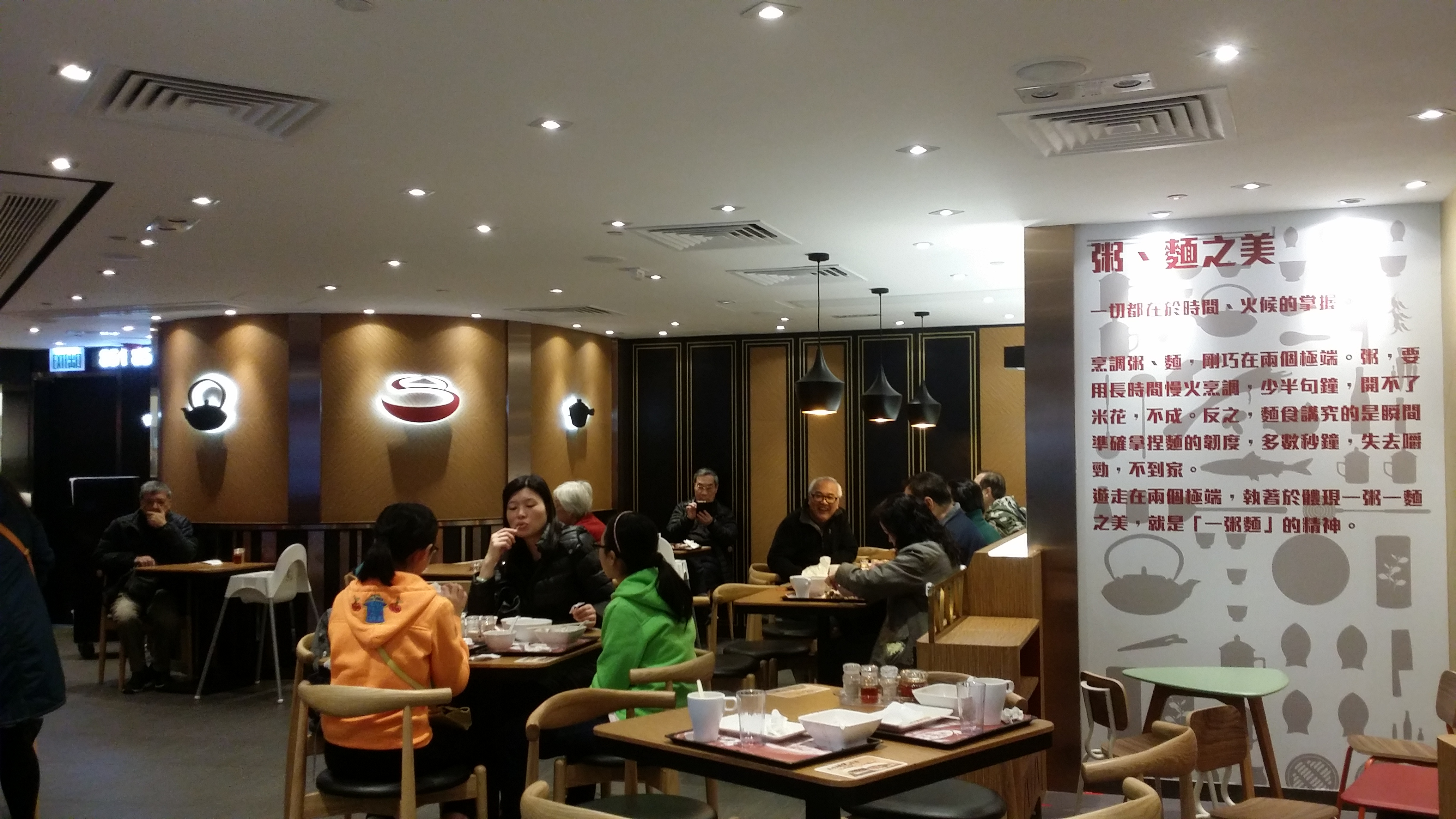
荃灣愉景新城一粥麵
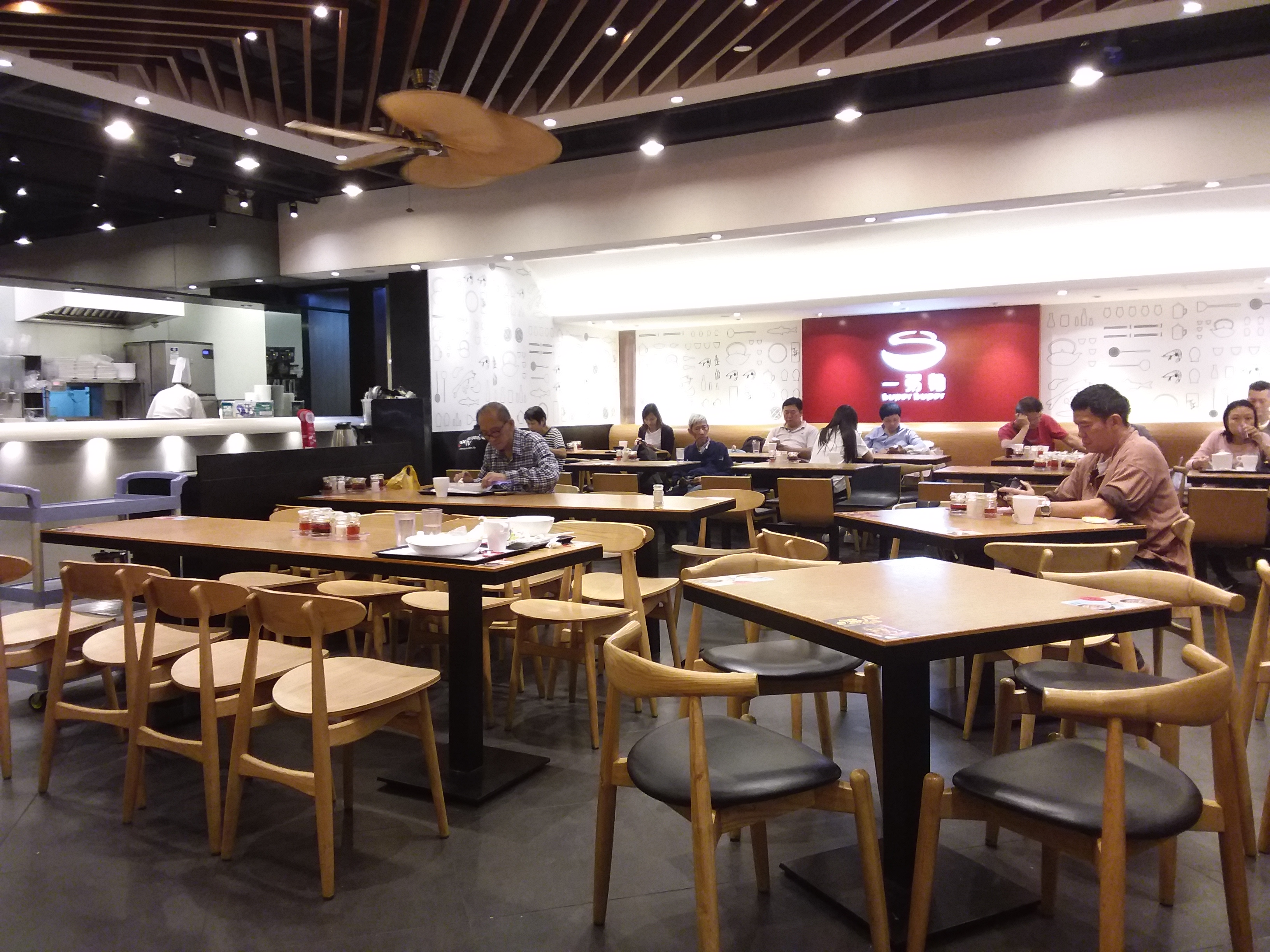
觀塘花園大廈一粥麵
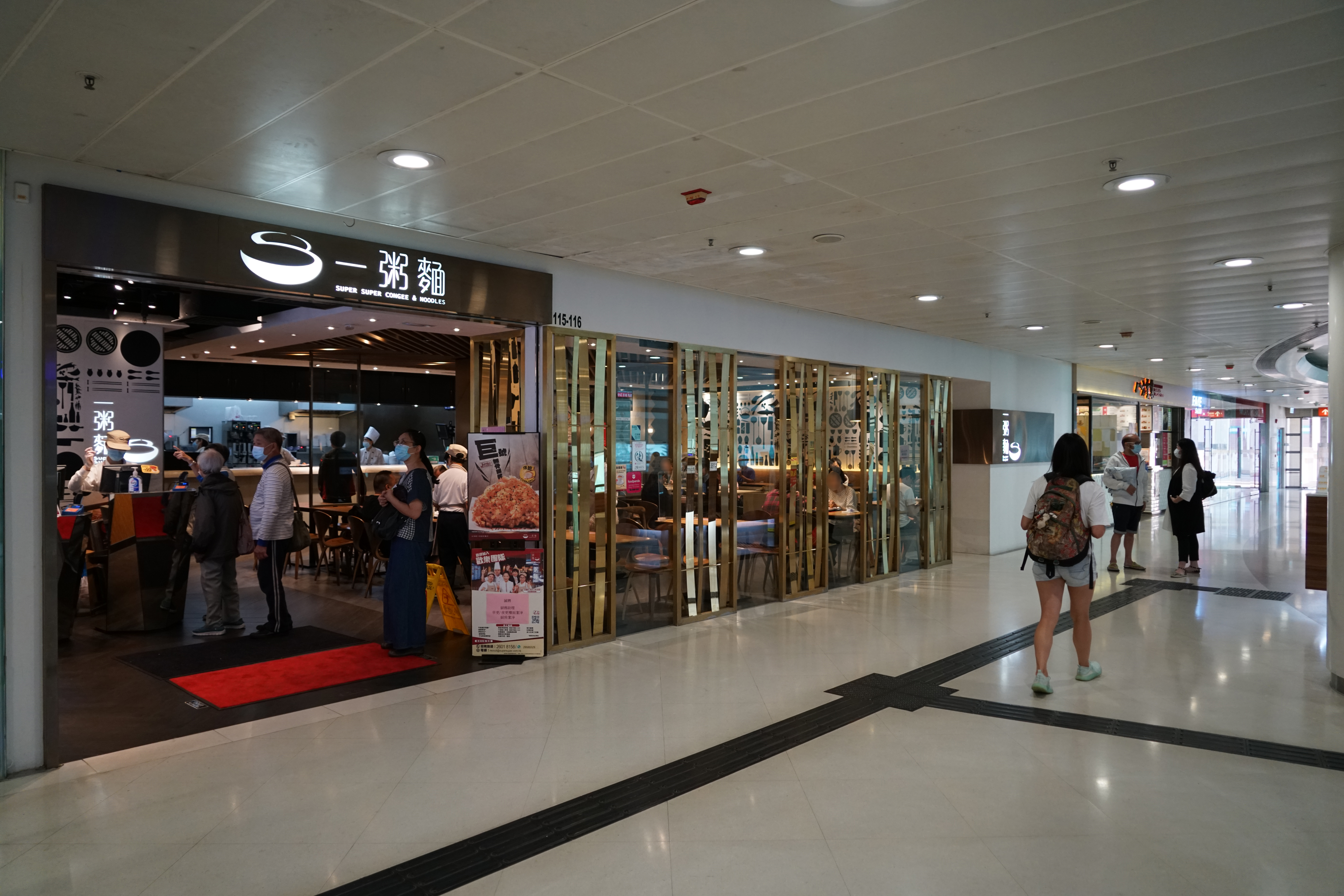
愉翠苑一粥麵（本分店已經以全新形象方式重新開張並投入服務）

## 分店
一粥麵的分店51間，遍佈香港島、九龍、新界。

## 衛生事故

### 油條含硼砂事件
2012年8月31日，香港食物安全中心公佈7月份食物安全報告。報告指，於香港紅磡黃埔花園一粥麵抽驗的油條含有禁用防腐劑硼砂，含量為330ppm。食安中心同時指出，按樣本檢出的硼砂含量，在正常食用情況下不會對健康造成不良影響。
大家樂集團指油條購自第三方，有五間分店曾短期售賣，涉事的分店在七月初已全面停售油條，且只屬個別事件，是因個別員工未依指引及程序工作引致。集團將進一步改善程序，並即時加強食材監控及抽檢。

### 煎蛋湯米被驗出沙門氏菌事件
2015年5月4日，食物安全中心透過食物監察計劃一項即食食品含沙門氏菌情況專項食品調查，從持有普通食肆牌照的天水圍置富嘉湖一粥麵分店抽取一個煎蛋湯米粉樣本檢測，結果顯示在食物樣本中含有沙門氏菌，超過《食品微生物含量指引》在25克食物樣本中不得檢出沙門氏菌的指標。一粥麵收到食物環境衛生署通知後，表示對事件極為關注。有關分店即時停售有關產品及加強衞生，並配合食環署調查。